# Fransk Polynesien
Fransk Polynesien, fransk Polynésie française (mere formelt: Territoire de la Polynésie Française), tidligere benævnt Fransk Oceanien, er et oversøisk fransk land, som består af 118 øer i Polynesien i det sydøstlige Stillehav. Hovedstaden er byen Papeete på øen Tahiti.
Fra 1946 til 2003 havde Fransk Polynesien status som et fransk oversøisk territorium (territoire d'outre-mer). Siden 2004 har Fransk Polynesien haft status som et fransk oversøisk land (pays d'outre-mer).
Øerne i Fransk Polynesien har et samlet areal på 4.167 km² fordelt på et havareal på over 2.500.000 km². Fransk Polynesien havde i 2002 245.405 indbyggere, heraf 83 % polynesiere, 12 % europæere, og 5 % asiater. 69 % af befolkningen boede i 2002 på øen Tahiti. Byen Papeete havde på samme tid 127.635 indbyggere. De mest kendte øer i Fransk Polynesien er Tahiti, Moorea og Bora Bora.
Noget af det som har gjort Fransk Polynesien kendt er bl.a. den franske kunstmaler Paul Gauguin som opholdt sig på Tahiti og Marquesasøerne i perioderne 1891–93 og 1895–1903, hvor han malede flere af sine berømte malerier med polynesiske motiver. Derudover har det franske militær prøvesprængt atombomber på de afsidesliggende atoller Mururoa og Fangataufa i øgruppen Tuamotu i perioden 1966 til 1996. Det var også efter besøg på Tahiti at historiens nok kendteste mytteri fandt sted, nemlig "mytteriet på Bounty" hvor Fletcher Christian ledede mytteriet og senere sejlede til øen Pitcairn. Til slut kan det nævnes at det var på atollen Raroia i Tuamotu at Thor Heyerdahl og Kon-Tiki sluttede deres 101 dages sejlads i 1947.
Fransk Polynesien er administrativt og geografisk opdelt i fem øgrupper:
- Selskabsøerne (bl.a. Tahiti, Moorea og Bora Bora)
- Tuamotu
- Marquesasøerne
- Gambier
- Australøerne